# Hesketh
Hesketh Racing byla stáj Formule 1, aktivní v letech 1973 – 1978.
Nejzajímavější pilot, který stáj proslavil byl James Hunt.

## Začátky

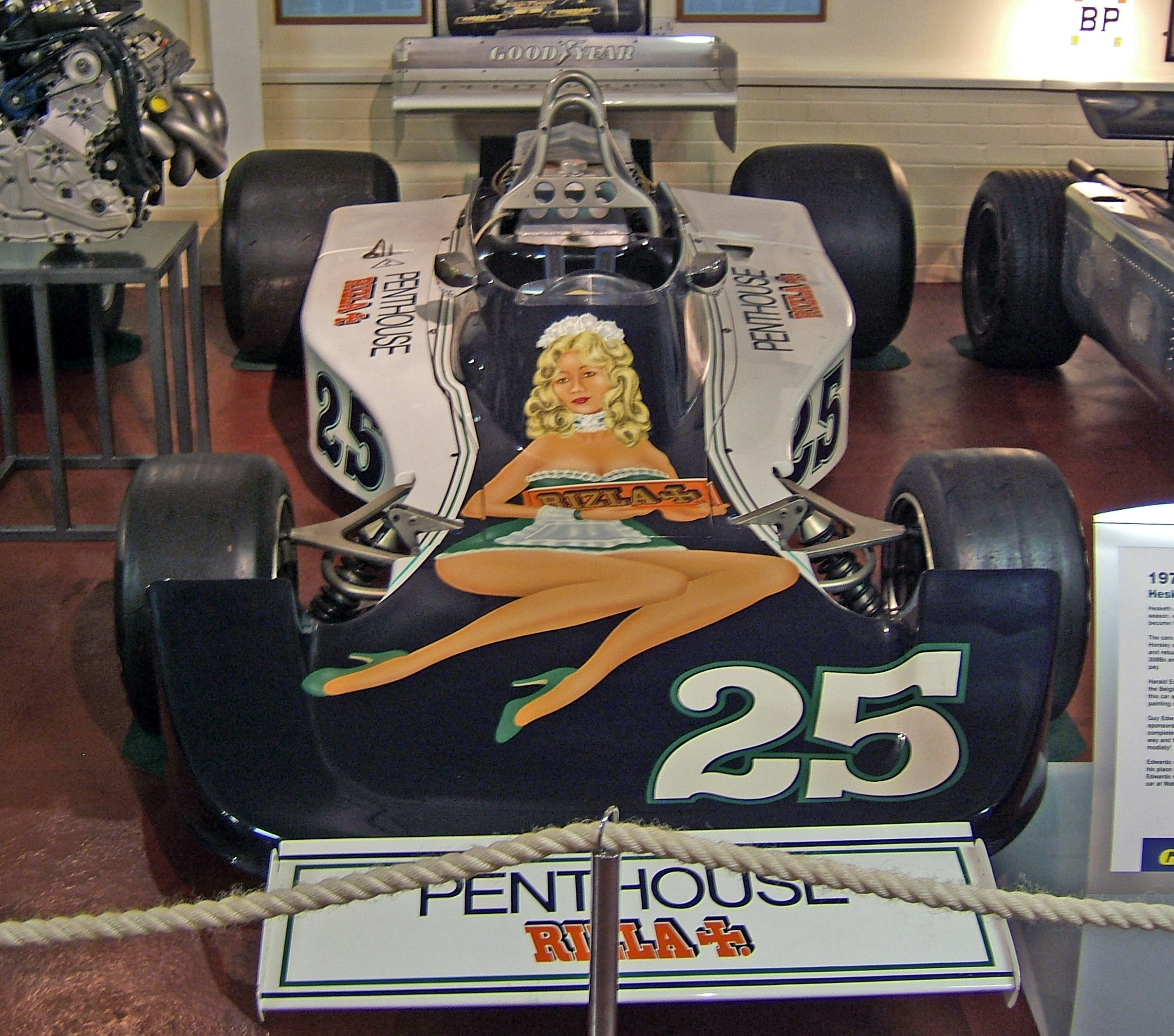
Vůz Hesketh s reklamou na Penthouse

V roce 1972 začal zámožný motosportový nadšenec, dvaadvacetiletý baron Alexander Hesketh sponzorovat účast svého přítele Anthonyho „Bubblese“ Horsleyho v závodech Formule 3, ale bez většího úspěchu. Na závodech se seznámil s Jamesem Huntem, jehož agresivní, riskantní styl jízdy se mu velmi zalíbil. Zakoupil vůz Surtees a přihlásil na něm Hunta do seriálu Formule 2 pro následující rok. Po několika dobrých výsledcích se rozhodl prorazit do elitní série. Získal monopost March Engineering a jeho konstruktéra Harveyho Postlethwaitea a zařídil Huntovu účast na Velké ceně Monaka 1973. Hunt chvilku jel na bodovaném místě, ale nakonec závod pro technickou závadu nedokončil. Ve Francii už si však vyjel první bod za šesté místo — byl o to cennější, že samotný tým March na bodový zisk dosud čekal — a do konce sezóny ziskal dvě umístění na stupních vítězů: třetí místo v Zandvoortu a druhé místo ve Watkins Glen. Se 14 body skončil na osmém místě celkového pořadí mistrovství světa. Konkurence, která zpočátku Hesketh nebrala vážně a přezdívala mu Merry Gang pro bohémské vystupování v zákulisí a okázalé utrácení majitelových peněz, musela změnit názor.

## Slavná éra
Do sezóny Formule 1 v roce 1974 vstupoval tým s vlastním vozem Hesketh 308 Ford a s druhým jezdcem, kterým byl Ian Scheckter z Jižní Afriky. Hesketh financoval tým sám, proto jezdily jeho vozy jen v britských národních barvách, bez reklamních nápisů. Huntovi se zpočátku nedařilo, ale nakonec vybojoval tři třetí místa, 15 bodů a obhájil 8. místo, což znamenalo také 6. místo pro Hesketh v Poháru konstruktérů. Scheckter nebodoval.
Rok 1975 přinesl Huntovi první vítězství kariéry ve Velké ceně Holandska. Celkově nasbíral 33 bodů a skočil na čtvrtém místě. Stejnou příčku získal Hesketh mezi týmy. Huntoví stájoví kolegové Alan Jones a Harald Ertl nebodovali.

## Úpadek a zánik
Majiteli stáje však začaly docházet peníze a na počátku roku 1976 přijal Hunt výhodnější nabídku McLarenu. Nejlepším výsledkem této sezóny se stalo Ertlovo 7. místo v Brands Hatch. Finanční krach se podařilo odvrátit, když se sponzory týmu staly časopis Penthouse a cigaretové papírky Rizla. Ani v dalším roce se stáji nepodařilo bodovat, když Rupert Keegan dojel nejlépe na sedmém místě ve Velké ceně Rakouska. Hesketh si nevybíral závodníky podle jezdeckých kvalit, ale podle toho, zda mu mohou přinést peníze (příkladem byl syn bohatého mexického podnikatele Hector Rebaque) nebo aspoň mediální zájem (Divina Galica, jedna z mála žen v historii F1). V roce 1978 byl sponzorem týmu výrobce fotoaparátů Olympus, ale poté, co se Eddie Cheever ani Derek Daly nekvalifikovali ani do hlavního závodu, ukončili Japonci spolupráci a začali financovat Lotus. Stáj Hesketh tak definitivně zanikla ještě před koncem ročníku.